# Lavastrie
Lavastrie est une ancienne commune française, située dans le département du Cantal en région Auvergne-Rhône-Alpes. Elle a fusionné le 1er janvier 2017 avec les communes d'Oradour, Neuvéglise et Sériers pour constituer la commune nouvelle de Neuvéglise-sur-Truyère.

## Géographie
Commune située dans le Massif central, la commune se compose de nombreux villages (Bennac, Chaussines, Grandval, Combret, La Rochette, La Brugère, Fauges, Polignac, Montbrun, Serres, Le Mas, Tarrieux, Fontbonne, Robis, Chamalières et Levers).

### Communes limitrophes
|                                                     | Sériers (Cne deléguée de Neuvéglise-sur-Truyère)   | Alleuze   |
| Neuvéglise (Cne deléguée de Neuvéglise-sur-Truyère) | Lavastrie (Cne deléguée de Neuvéglise-sur-Truyère) |           |
|                                                     | Saint-Martial                                      | Fridefont |

### Hydrographie
La commune est bordée au sud et au sud-est par la Truyère (lacs de retenue du barrage de Lanau et très partiellement, celui du barrage de Grandval).

## Histoire
La commune faisait partie de la vicomté de Carlat.

## Politique et administration
| Période      | Période  | Identité        | Étiquette | Qualité   |
| ------------ | -------- | --------------- | --------- | --------- |
| janvier 2017 | En cours | Jeanine Richard | SE        | Retraitée |

| Période                                  | Période       | Identité        | Étiquette | Qualité   |
| ---------------------------------------- | ------------- | --------------- | --------- | --------- |
| Les données manquantes sont à compléter. |               |                 |           |           |
|                                          | 1985          | Henri Gaston    |           |           |
| 1985                                     | mars 1996     | Jean Vigier     |           |           |
| mars 1996                                | mars 2001     | Marius Demaria  |           |           |
| mars 2001                                | décembre 2016 | Jeanine Richard | SE        | Retraitée |

## Population et société

### Démographie
| 1793 | 1800 | 1806 | 1821 | 1831 | 1836 | 1841 | 1846 | 1851 |
| ---- | ---- | ---- | ---- | ---- | ---- | ---- | ---- | ---- |
| 872  | 835  | 966  | 939  | 901  | 955  | 740  | 706  | 645  |

| 1856 | 1861 | 1866 | 1872 | 1876 | 1881 | 1886 | 1891 | 1896 |
| ---- | ---- | ---- | ---- | ---- | ---- | ---- | ---- | ---- |
| 670  | 624  | 650  | 567  | 562  | 591  | 637  | 588  | 548  |

| 1901 | 1906 | 1911 | 1921 | 1926 | 1931 | 1936 | 1946 | 1954 |
| ---- | ---- | ---- | ---- | ---- | ---- | ---- | ---- | ---- |
| 545  | 573  | 514  | 502  | 521  | 503  | 431  | 520  | 345  |

| 1962 | 1968 | 1975 | 1982 | 1990 | 1999 | 2007 | 2012 | 2014 |
| ---- | ---- | ---- | ---- | ---- | ---- | ---- | ---- | ---- |
| 584  | 388  | 303  | 276  | 241  | 224  | 225  | 262  | 263  |

## Culture locale et patrimoine

### Lieux et monuments
- Le barrage de Grandval se trouve en partie sur la commune, sur la Truyère, à la limite avec Fridefont.
- Église Saint-Pierre
- Dolmen du Pont-de-Robis